# Kup Hrvatske u odbojci za muškarce 2009.
Kup Hrvatske u odbojci za muškarce za 2009. godinu je osvojila Mladost Zagreb iz Zagreba. 

Kup je igran u jesenskom dijelu sezone 2009./10.

## Rezultati

### 1. kolo
Prvi susreti su igrani 30. rujna, a uzvrati 3. i 4. listopada 2009. godine.
| klub1                                  | klub2          | 1. ut    | 2. ut    | napomene |
| -------------------------------------- | -------------- | -------- | -------- | -------- |
| Gornja Vežica (Rijeka)                 | Zagreb         | 0:3      | 1:3      |          |
| Rovinj                                 | Mladost Zagreb | 0:3      | 0:3 p.f. |          |
| Velika Gorica                          | Karlovac       | 0:3 p.f. | 0:3 p.f  |          |
| Centrometal Črečan                     | Sisak          | 3:1      | 0:3      |          |
| Mladost Marina Kaštela (Kaštel Lukšić) | Šibenik        | 3:0      | 3:0      |          |
| Daruvar                                | Varaždin       | 1:3      | 0:3 p.f. |          |

### Četvrtzavršnica
Prvi susreti su igrani 11. i 12. studenog, a uzvrati 18. i 19. studenog 2009. godine.
| klub1                                  | klub2          | 1. ut | 2. ut    | napomene |
| -------------------------------------- | -------------- | ----- | -------- | -------- |
| Varaždin                               | Zagreb         | 3:0   | 3:2      |          |
| Mladost Marina Kaštela (Kaštel Lukšić) | Mladost Zagreb | 0:3   | 1:3      |          |
| Mursa Osijek                           | Karlovac       | 2:3   | 0:3 p.f. |          |
| Sisak                                  | Rijeka         | 3:2   | 0:3      |          |

### Završni turnir
Igrano 19. i 20. prosinca 2009. u Varaždinu u ŠSD Varaždin - Graberje .
| klub1          | rez.          | klub2         |
| poluzavršnica  | poluzavršnica | poluzavršnica |
| -------------- | ------------- | ------------- |
| Varaždin       | 3:0           | Rijeka        |
| Mladost Zagreb | 3:0           | Karlovac      |
|                |               |               |
| za 3. mjesto   |               |               |
| Karlovac       | 0:3           | Rijeka        |
|                |               |               |
| za pobjednika  |               |               |
| Mladost Zagreb | 3:0           | Varaždin      |

## Poveznice
- Kup Hrvatske u odbojci za muškarce
- 1.A liga 2009./10.
- 1.B liga 2009./10.
- Kup za žene 2009.